# جغرافیای فرهنگی

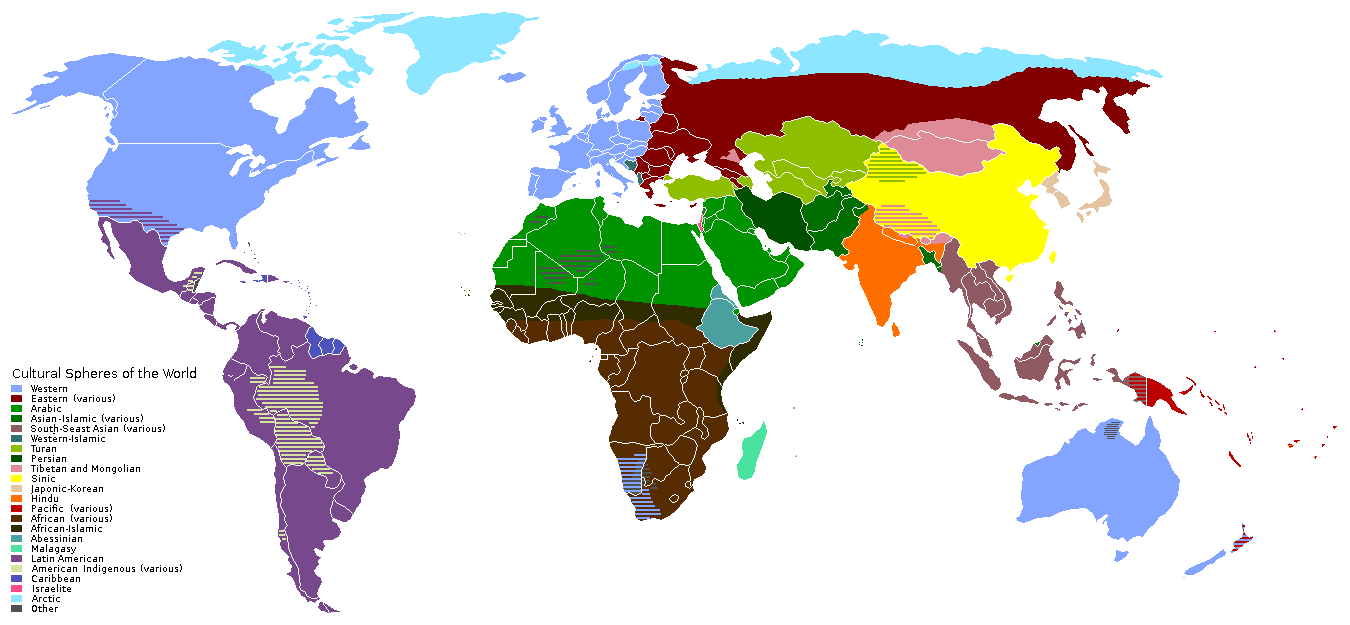
کانون‌های تمدن و فرهنگ در جهان (بخش‌های هم رنگ با هم مشابه‌اند)

جغرافیای فرهنگی یک شاخه فرعی از جغرافیای انسانی است، که به مطالعه مناطق و مناظر فرهنگی زمین می‌پردازد. جغرافیای فرهنگی ممکن است آشکارا برای بیان قسمت‌هایی از مطالب خویش به قلمرو انسان‌شناسی وارد گردد. اولین آثار مطالعه ملل مختلف و فرهنگ‌های مناطق مختلف زمین را می‌توان به جغرافیدانان باستان مانند بطلمیوس یا استرابون نسبت داد. جغرافیای فرهنگی در اوایل قرن بیستم به جای مطالعه مناطق از پیش تعیین شده بر پایه طبقه‌بندی‌های زیست‌محیطی، اقدام به مطالعه مناظر فرهنگی نمود. این دیدگاه نخستین بار توسط کارل او. ساوبر (پدر جغرافیای فرهنگی) در دانشگاه کالیفرنیا، برکلی، مطرح شد، که در نتیجه، جغرافیای فرهنگی مدتها تحت تأثیر نویسندگان آمریکایی قرار داشت.
اگرچه اصطلاحات جغرافیای انسانی و جغرافیای فرهنگی گاه و بیگاه به صورت اصطلاحاتی مشابه به کار می‌روند ولی مطالعهٔ جغرافیای انسانی معمولاً بر اساس مطالعهٔ ظواهر جمعیت، تفسیر الگوهای فضایی تراکم، پخش جمعیت و ترکیب و تغییرات آن می‌باشد و جغرافیای فرهنگی به شکل گسترده‌ای در مورد تلاش انسان از دیدگاه جغرافیایی صحبت می‌کند.
این زیرشاخه (جغرافیای فرهنگی و اجتماعی) تأثیر آشکاری در شکل‌گیری تفکر و بحث‌های اندیشورانه در زمینه‌های میان‌رشته‌ای (به عنوان مثال نظریهٔ اجتماعی؛ اقتصاد فرهنگی؛ فرهنگ مادی و تاریخ چشم‌انداز؛ فراملیت و تحرکات؛ دین؛ فمینیسم؛ تمایلات جنسی و نظریه کوئیر؛ کودکی و جوانی؛ رسانه و فرهنگ بصری؛ و سلامتی) داشته‌است و چشم‌اندازهای فکری جدیدی را به سایر رشته‌های فرعی، به ویژه جغرافیای اقتصادی، تاریخی و سیاسی معرفی کرده‌است.